# Saint-Vigor
Saint-Vigor ist eine französische Gemeinde mit 312 Einwohnern (Stand: 1. Januar 2022) im Département Eure in der Region Normandie (vor 2016 Haute-Normandie). Sie gehört zum Arrondissement Évreux und zum Kanton Évreux-2 sowie zum Gemeindeverband Évreux Portes de Normandie. Die Einwohner werden Vigoriensund Vigoriennes genannt.

## Geografie
Saint-Vigor liegt an der Eure, etwa zehn Kilometer nordöstlich von Évreux. Umgeben wird Saint-Vigor von den Nachbargemeinden Clef Vallée d’Eure im Norden, Autheuil-Authouillet im Nordosten, Fontaine-sous-Jouy im Süden und Osten sowie Reuilly im Westen.

## Bevölkerungsentwicklung
| Jahr      | 1962 | 1968 | 1975 | 1982 | 1990 | 1999 | 2006 | 2018 |
| Einwohner | 90   | 70   | 109  | 237  | 236  | 271  | 301  | 325  |

Quelle: INSEE

## Sehenswürdigkeiten
- Schloss Le Mesnil Anseaume
- Mineralienmuseum